# Municipio de Oil Creek (condado de Crawford)
El municipio de Oil Creek (en inglés: Oil Creek Township) es un municipio ubicado en el condado de Crawford en el estado estadounidense de Pensilvania. En el año 2000 tenía una población de 1.880 habitantes y una densidad poblacional de 22 personas por km².

## Geografía
El municipio de Oil Creek se encuentra ubicado en las coordenadas 41°40′00″N 79°41′59″O / 41.66667, -79.69972.

## Demografía
Según la Oficina del Censo en 2000 los ingresos medios por hogar en la localidad eran de $33,882 y los ingresos medios por familia eran de $38,500. Los hombres tenían unos ingresos medios de $31,790 frente a los $23,558 para las mujeres. La renta per cápita de la localidad era de $16,682. Alrededor del 10,6% de la población estaba por debajo del umbral de pobreza.